# Chrysochraoides tielingensis
Chrysochraoides tielingensis är en insektsart som beskrevs av Ren, Bingzhong och Et al. 1993. Chrysochraoides tielingensis ingår i släktet Chrysochraoides och familjen gräshoppor. Inga underarter finns listade i Catalogue of Life.